# Stenasellus assorgiai
Stenasellus assorgiai är en kräftdjursart som beskrevs av Roberto Argano 1968. Stenasellus assorgiai ingår i släktet Stenasellus och familjen Stenasellidae. Inga underarter finns listade i Catalogue of Life.